# Veliki komet iz leta 1807
Véliki komet iz leta 1807 (uradna oznaka je C/1807 R1) je komet, ki ga je 9. septembra 1807 odkril menih avguštinec  Castro Giovanni na Siciliji. Neodvisno sta ga 28. septembra 1807  odkrila tudi francoski astronom Jean Louis Pons (1761–1831) v Marseillu in angleški astronom Edward Piggot. Včasih se kot odkritelj tega kometa navaja Pons ali pa Piggot.

## Opazovanja
Viden je bil s prostim očesom od začetka septembra do konca decembra. Kazal je kratek rep. Odkrit je bil v bližini zvezde Spika. 26. septembra se je gibal blizu Zemlje na oddaljenosti 0,1533 a.e.